# 杏林大病院割りばし死事件
杏林大病院割りばし死事件（きょうりんだいびょういんわりばししじけん）とは、1999年（平成11年）7月10日（土曜日）に東京都杉並区で綿菓子を食べていた男児が転倒して、喉を割り箸で深く突き刺し、その後死亡した事故。単に割り箸事件とも呼ばれる。その後、刑事・民事訴訟で医師の過失の有無が争われたが、いずれも医師に過失はなく男児の救命は不可能であったとの判決が下った。

## 経緯

### 事故発生
1999年（平成11年）7月10日（土曜日）、男児が兄と一緒に教員である母親に連れられて、東京都杉並区で行われた盆踊り大会に遊びに来ていた。男児と兄は綿菓子をもらって食べていたが、母親は、兄に「（男児を）見ていてね」と伝え、チケットを手に入れるためその場を離れた。男児は綿菓子の割り箸を咥えたまま走っていたところ、午後6時5分ごろ、うつぶせに転倒し、その弾みで咥えていた割り箸が喉に刺さった。刺さったときに割り箸は折れたが、男児は自力で割り箸を引き抜き、引き抜いた割り箸の所在は不明となった。受傷時、一時的な軽度の意識障害が見られたが、その後すぐに意識を取り戻した。

### 診察
男児は保健室に運ばれ、そこで看護婦（現・看護師）が口蓋にへこみのような傷があるのを確認したが、出血は完全に止まっていた。午後6時11分、現場に救急隊が到着、救急隊長は傷口の出血はにじむ程度で、舌に血液の付着があることを確認した。受傷時の軽度意識障害は救急隊員には伝えられなかったが、救急隊は男児は意識清明と判断した。午後6時20分、救急車で搬送され、午後6時40分ごろ、三鷹市の杏林大学医学部付属病院高度救命救急センターを受診した。救急隊長と病院看護婦は再び一緒に傷口の確認をした。病院看護婦も特別な意識レベル低下を感じなかった。
6時50分頃、耳鼻咽喉科の医師の診察を受けた。その際、医師は母親から「転んで割り箸で喉を突いた」旨を説明されたが、割り箸が折れた事実は誰からも知らされなかった。医師は受傷部位を視診・触診したが、傷口の深さは不明だったが、裂傷があるものの小さく止血されており、硬いものなどが触れることもなかった。救急車内や待合室で嘔吐はあったものの意識・呼吸に問題なく、四肢の麻痺など神経症状もなかったことから、医師は軽傷と判断した。そして、喉の傷を消毒、薬を塗布して、月曜日の外来受診および何かあったとき病院への連絡あるいは受診を指示し、髄膜炎の可能性も考慮して抗生物質を処方して、午後8時頃に帰宅させた。

### 容態急変
同日夜間、男児は二度ほど嘔吐した。翌日の7月11日午前6時ごろ、打ち上げから帰宅した母親が男児に声をかけたところ、まぶたや唇に動きがあった。その後母親は寝入ってしまった。
午前7時半ごろ、男児の容態がおかしいことに兄が気づき、母親はただちに救急要請した。救急隊到着時には男児は既に心肺停止状態となっていた。午前8時15分ごろ、再び同院に救急搬送され蘇生処置が施されたものの、午前9時2分に男児の死亡が確認された。心肺蘇生中、2名の医師が軟口蓋の傷を視診及び触診したが、異物等は確認できなかった。死亡後、割り箸の残存も疑われ頭部CTが施行されたが、それでも割り箸の有無などは分からず、死因不明であった。杏林大学は異状死として医師法21条に基づき直ちに警察に届け出た。検死で警察医も口腔内を観察したが、異物等は発見されなかった。
7月12日、司法解剖が行われ、初めて喉の奥に深々と割り箸の破片が刺さっており、小脳まで達していたことが判明した。父親は警察から司法解剖の結果の報告を受け、頭蓋内に割りばし片が残存していたことを知り、警察に対してその事実を母親に伝えないよう依頼した。7月13日、大学は記者会見を開き、事故が公となった。その約2週間後、母親は父親から男児の頭蓋内に割りばし片が残存していたことを伝えられた。

## 裁判

### 刑事訴訟
2000年7月、警視庁は診察に当たった耳鼻咽喉科の医師を業務上過失致死などの容疑で書類送検し、2002年8月に東京地検は在宅起訴した。また医師が後でカルテに情報を書き加えたことが発覚し、自分の落ち度を取り繕おうとしたカルテ改ざん疑惑も指摘された。2006年3月、東京地裁は、カルテ改ざんの可能性を認めつつ医師の過失（注意義務違反）を指摘した上で、死亡との因果関係を否定し救命は困難だったとして無罪判決を下した。検察側は第一審の判決を不服として控訴し、第二審が開かれたが、2008年11月の判決では、カルテの加筆は改ざん意図はないとする医師側の主張を認めたのみならず、医師の注意義務違反による過失そのものが否定されて無罪の判決が下り、被告人側の主張が全面的に認められた形となった。遺族は上告を希望したが、12月検察は断念、東京高検の鈴木和宏次席検事が会見を開き「上告理由が見いだせない」と述べ、被告人の無罪が確定した。

### 民事訴訟
また、両親は2000年に民事訴訟を起こし、病院側と医師を相手取り総額8960万円の損害賠償を求め東京地裁に提訴した。2008年2月、第一審判決では医師の診察に過失はなく、延命の可能性は認められないとされ棄却された 。2009年4月に第二審でも同様の事実認定のもと棄却され、遺族は上告をしない方針となり、一連の裁判は終結した。

## 医学的見地から
死亡後、死因究明のため腰椎穿刺がなされたところ、血性髄液の所見を認めた。脳出血を疑い頭部X線とCT撮影を行ったが、後頭蓋窩に硬膜外血腫と空気の混入が認められたものの、依然死因は不明であったという。その後の司法解剖で初めて、頸静脈孔に嵌入し頭蓋底を越え小脳まで穿通した約7.6cmの割り箸の断片が確認された。
刑事判決で認定された事実は「男児が割り箸を咥えたまま転倒し、自分で抜去したものの、割りばしの先端が残り、残った部分は頭蓋骨を損傷せず左頸静脈孔に嵌入して頭蓋腔に達して左内頸静脈の内腔を閉塞し、同部位から左S状静脈洞や左横静脈洞にかけて静脈内血栓を形成、これが死亡原因となった」というものである。一方、民事判決では「脳浮腫及び頭蓋内圧亢進に伴い、最終的に呼吸中枢ないし循環中枢の障害により死亡したと認められるが、具体的な機序は不明」としている。
杏林大学の過去10年前後のデータでは、何らかの物で口腔内を突いたケースは100例程度あったが、そのうち重大な問題を引き起こした例や死亡した例は一例もなかったという。また頭蓋底は厚く硬い骨であり、通常は割り箸が貫通することは考えられない。世界的に見ても頚静脈孔に異物が嵌入し小脳に到達するという症例報告は存在しない。本症例は極めて特異な例であった。

## 検察の取り調べ
医師の陳述によれば、医師が「前例がなく、機序の察しがつかないので予見できなかった」と供述すると、検察官は激昂して「そんなことはないだろう。現実にあったじゃないか」「（それならば）君の患者はみんな死ぬんだな」と結果論を述べ、怒鳴り散らした。また調書の訂正点を医師に確認するため検察官が調書を読み上げる際に、小声で聞こえないところがあり、不審に思いその部分を聞き直したところ、「もう少し注意すればよかった」と恣意的に反省文の形式を意図的かつ不当に改竄されていた。医師がこれに抗議しこの部分の訂正を求めたところ「これはな、検事さまが作るもんなんだ。だから君が言う通りには訂正しない」などと怒鳴り、拒否したという。

## 影響
杏林大学前教授の長谷川誠は、この事件を契機として医療崩壊が大きく進行したと主張する。長谷川は、それまで「大病院の勤務医は労働条件に見合わない低収入や過酷な勤務状況に対しても、不満を自ら封印して社会のために貢献してきた」が、「善意に基づいて行った医療行為の結果が思わしくなかったという理由で、刑事責任を問われる事態が起こり、（中略）医師が現場から立ち去っていった」と批判している。
特に救急医療においては、日本では元々救急専門医が少なく、こわごわと働く非救急専門医によって支えられている現状があるが、この事件を期に、医師は自分も犯罪者として糾弾される可能性があると考えるようになり、専門外の診療を避ける傾向が強まった。
また財政上、24時間あらゆる事態に即座に対応できる体制にある病院は存在せず、多くの中小の救急病院は医療紛争を恐れて、救急医療から撤退した。このような医師への業務上過失致死傷罪での刑事責任追及に対して報道機関の果たした役割は極めて大きく、割り箸事件についてのマスメディアの報道こそが今日の医療の危機的状況を作り出したといわれている。
さらに本件等での刑事事件化は医学研究にも深刻な影響を及ぼし、刑事責任につながる可能性があるとの思いから、学会や医学雑誌で症例報告、合併症報告、副作用報告が激減している。もし報道機関がその場にいれば「過失あり」と報道されかねないため、学会に行っても相手の間違いを指摘する質問さえし難い雰囲気になっているという。医師同士の医学的経験・情報の共有を阻害する可能性が示唆されている。